# پهواز
پهواز یک روستا در ایران است که در بخش مرکزی شهرستان سربیشه واقع شده‌است.